# 王宝镇
王宝镇，是中华人民共和国辽宁省葫芦岛市绥中县下辖的一个乡镇级行政单位。

## 行政区划
王宝镇下辖以下地区：
王宝村、北偏村、张呆子村、西潘村、西孙村、平坊村、娄家屯村、吕贡村和王汉村。